# Icosapentaensyre
Icosapentaensyre (også EPA efter det engelske navn eicosapentaenoic acid) er en omega-3-fedtsyre, som menes at have en gavnlig indflydelse på menneskers helbred. Det er en carboxylsyre med en fedtsyrekæde bestående af 20 kulstofatomer og fem dobbeltbindinger. Den første dobbeltbinding sidder på kulstof nummer tre fra omegaenden.
EPA er en flerumættet fedtsyre, ud fra hvilken der syntetiseres prostaglandin-3 (forhindrer blodpladeaggregering), thromboxan-3 og leukotriener. Den fås gennem kosten ved at spise fiskeolie eller fede fisk som laks, sild, makrel og sardiner. EPA findes også i brystmælk.
EPA findes i få ikke-animalske produkter, f.eks. spirulina og mikroalger. EPA findes normalt ikke i højere plantearter, men er dog fundet i spormængder i planter af Portulak-familien.
Forskning tyder på at EPA alene eller sammen med andre omega-3-fedtsyrer har gavnlig indfyldelse på helbredet. En af disse effekter er dens evne til at mindske inflammation.
EPA og dens metabolitter yder indflydelse på kroppen primært ved vekselvirkninger med arakidonsyres metabolitter.